# Saint-Bon
Saint-Bon je francouzská obec v departementu Marne v regionu Grand Est. Žije zde 94 obyvatel.

## Poloha obce
Obec leží na jihozápadě departementu Marne u jeho hranic s departementem Seine-et-Marne, tedy i u hranic regionu Grand Est s regionem Île-de-France.

### Sousední obce
| Růžice kompasu |                                         | Courgivaux          |          | Růžice kompasu |
| Růžice kompasu | Montceaux-lès-Provins (Seine-et-Marne)  | Sever               | Escardes | Růžice kompasu |
| Růžice kompasu | Montceaux-lès-Provins (Seine-et-Marne)  | Saint-Bon           | Escardes | Růžice kompasu |
| Růžice kompasu | Montceaux-lès-Provins (Seine-et-Marne)  | Jih                 | Escardes | Růžice kompasu |
| Růžice kompasu | Villiers-Saint-Georges (Seine-et-Marne) | Bouchy-Saint-Genest |          | Růžice kompasu |